# Renat Loader
Renat Loader (ur. 23 marca 1982) – australijska judoczka.
Srebrna medalistka mistrzostw Oceanii w 2002. Wicemistrzyni Australii w 2002 roku.